# Nils Landgren
Nils Landgren, né le 15 février 1956 à Degerfors, est un tromboniste et chanteur de jazz suédois.

## Biographie
Entre 1972 et 1978, il étudie le trombone classique au collège de musique de Karlstad, en Suède, et poursuit ses études à l'université d'Arvika. Après avoir rencontré le pionnier du folk-jazz suédois Bengt-Arne Wallin et le tromboniste Eje Thelin, Nils Landgren a décidé de passer de ses études classiques à l'improvisation et de commencer à développer son propre son et sa propre approche de la musique.
Après avoir obtenu son diplôme, Landgren a déménagé à Stockholm pour travailler comme tromboniste professionnel. Il est rapidement parti en tournée avec la chanteuse suédoise à succès, Björn Skifs. Blue Swede, le groupe de Skifs, a enregistré une chanson classée numéro un dans les charts pop américains avec "Hooked on a Feeling". En 1981, Thad Jones a invité Landgren à rejoindre son big band, appelé Ball of Fire, en tant que tromboniste principal. Landgren a travaillé dans de nombreux genres : jazz, rock, soul, hip hop et big band. Selon ses propres dires, il a participé à l'enregistrement  d'au moins 500 albums d'artistes internationaux, dont ABBA, The Crusaders, Eddie Harris, Bernard "Pretty" Purdie, Wyclef Jean et Herbie Hancock.
En 1983, il enregistre et sort son premier album en tant que soliste. Planet Rock a été suivi de Streetfighter (1984), You Are My Number One (1985), Miles de Duke (1987) avec Bengt-Arne Wallin, Chapitre deux 1 (1987), Chapitre deux 2 et Follow Your Heart (1989). Entre 1985 et 1987, il a joué en tant qu'acteur, chanteur, tromboniste et danseur dans plus de 360 représentations de la "pièce de l'année" suédoise, SKÅL, et est apparu dans plusieurs téléfilms en tant qu'acteur.
1992 voit les premières représentations et enregistrements de l'unité Nils Landgren. Sa percée au-delà de la Scandinavie a lieu en 1994 au Jazz Baltica Festival à Salzau, en Allemagne. "L'unité" est devenue l'unité Nils Landgren Funk. L’album Live in Stockholm (ACT) est paru cette année-là et constitue le fondement de la collaboration avec Siegfried Loch et son label ACT, alors naissant.

## Discographie

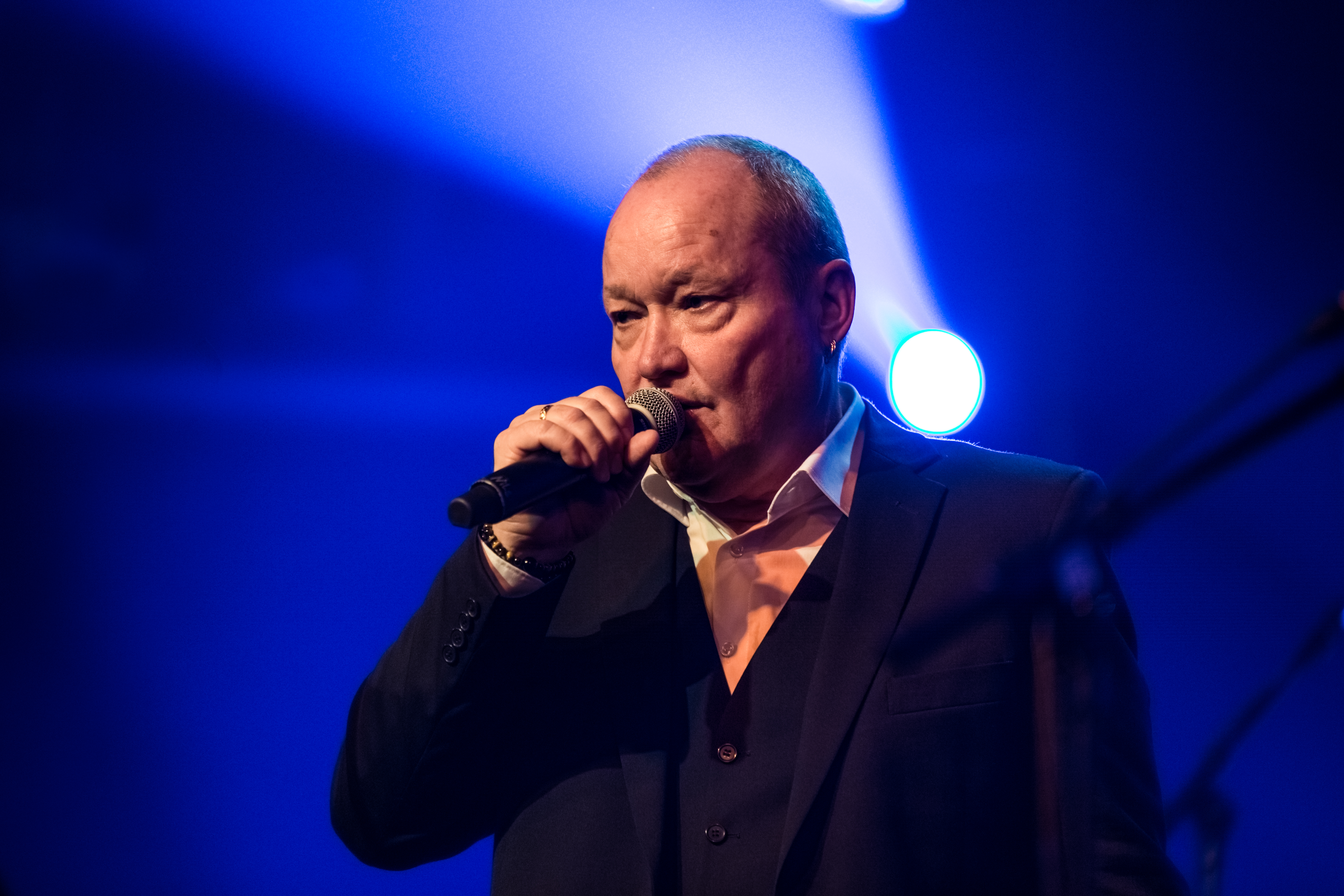
Nils Landgren 2017

- 1987 - Chapter Two "1" — Chapter Two
- 1989 - Chapter Two "2" — Chapter Two
- 1990 - Follow Your Heart
- 1992 - Red Horn
- 1994 - Live in Stockholm — avec Funk Unit
- 1996 - Paint it Blue — avec Funk Unit
- 1996 - Gotland
- 1998 - Swedish Folk Modern — avec Esbjörn Svensson
- 1998 - Live in Montreux — avec Funk Unit
- 1999 - 5000 Miles — avec Funk Unit
- 1999 - Ballads
- 2001 - Layers of Light — avec Esbjörn Svensson
- 2001 - Fonk da World — avec Funk Unit
- 2002 - Sentimental Journey
- 2003 - I Will Wait For You — avec Rigmor Gustafsson
- 2004 - Funky ABBA
- 2005 - Creole Love Call — avec Joe Sample
- 2006 - Christmas With My Friends
- 2007 - License to Funk — avec Funk Unit
- 2010 - Funk for Life - avec Funk Unit
- 2011 – The Moon, the Stars and You
- 2012 – Christmas with My Friends III
- 2013 – Teamwork avec Funk Unit
- 2014 – Eternal Beauty
- 2014 – Christmas with My Friends IV
- 2016 – Christmas with My Friends V
- 2016 – Some Other Time, A Tribute to Leonard Bernstein avec Janis Siegel et Bochumer Symphoniker
- 2017 - Unbreakable avec Funk Unit
- 2017 – New Eyes on Martin Luther avec Jeanette Köhn, Knabenchor Hannover et Capella de la Torre
- 2018 – Christmas with My Friends VI
- 2019 – 4 Wheel Drive avec Michael Wollny, Lars Danielsson et Wolfganf Haffner
- 2020 – Kristallen avec Jan Lundgren
- 2020 – Christmas With My Friends VII
- 2021 – Nature Boy